# Gikyode
El gikyode (o el chode, o el kyode) és una llengua guang septentrional que parlen els akyodes a la regió Volta de Ghana. Hi ha entre 10.400 (2003) i 14.000 parlants de gikyode. El seu codi ISO 639-3 és acd i el seu codi al glottolog és giky1238.

## Família lingüística
Segons l'ethnologue, el gikyode forma part del subgrup de llengües guangs septentrionals, que formen part de la família de les llengües kwa, que són llengües Benué-Congo. Les llengües guangs septentrionals són: el chumburung, el dwang, el foodo, el dompo, el ginyanga, el gonja, el kplang, el krache, el nawuri, el nchumbulu, el nkami, el nkonya i el tchumbuli. Segons el glottolog el gikyode forma part juntament amb el ginyanga del subgrup de les llengües gikyode-ginyangues, que són llengües guangs de la muntanya Oti juntament amb el nawuri.

## Situació geogràfica i pobles veïns
El territori gikyode està situat al districte de nkwanta, a la regió Volta al centre est de Ghana. Hi ha 9 aldees remotes que parlen el gikyode a prop de la frontera amb Togo.
Segons el mapa lingüístic de Ghana de l'ethnologue, el territori de parla gikyode fa frontera amb Togo, a l'est i al nord i amb els chales i els adeles al sud. A l'oest hi ha un territori despoblat.

## Dialectes i semblances amb altres llengües
El gikyode no té cap dialecte i té el lèxic similar en un 75% amb la llengua ginyanga que es parla a Togo.

## Sociolingüística, estatus i ús de la llengua
El gikyode és una llengua desenvolupada (EGIDS 5): és parlada per persones de totes les edats i generacions, està estandarditzada i té literatura, tot i que la seva situació no és totalment sostenible. El gikyode s'escriu en alfabet llatí des del 1980. Entre l'1% i el 2% dels que tenen el gikyode com a llengua materna estan alfabetitzats en aquesta llengua i entre el 5% i el 20% dels que hi estan alfabetitzats la utilitzen com a segona llengua. Els chales també parlen el gikyode com a segona llengua. Els akyodes també parlen àkan.